# اچ‌دی ۸۳۹۴۴
اچ‌دی ۸۳۹۴۴ یک ستاره است که در صورت فلکی شاه‌تخته قرار دارد.